# Tour des Asturies 2024
Le Tour des Asturies 2024 est la 67e édition de cette course cycliste sur route masculine. Il a lieu du 26 avril au 28 avril 2024. Il fait partie du calendrier UCI Europe Tour 2024 en catégorie 2.1.

## Présentation

### Parcours
La course est tracée sur trois étapes entre Cangas del Narcea et Oviedo, sur un parcours de 519,1 kilomètres.

### Équipes
16 équipes participent à la course : 2 de la catégorie UCI WorldTeam, 6 de la catégorie UCI ProTeam, ainsi que 8 équipes continentales. 
| WorldTeams (2)- Movistar Team - UAE Team Emirates ProTeams (6)- Burgos-BH - Caja Rural-Seguros RGA - Equipo Kern Pharma - Euskaltel-Euskadi - Polti Kometa - TotalEnergies Équipes continentales (8)- ABTF Betão-Feirense - Petrolike - Global 6 United - Illes Balears Arabay Cycling - MENtoRISE MLMsuperstars - Sabgal / Anicolor - Sidi Ali-Unlock Team - Victoria Sports Pro Cycling Team |
| |

## Étapes
| Étape     | Date    | Villes étapes                  | type              | Distance (km) | Dénivelé (m) | Vainqueur d'étape | Leader du classement général |
| --------- | ------- | ------------------------------ | ----------------- | ------------- | ------------ | ----------------- | ---------------------------- |
| 1re étape | 26 avr. | Cangas del Narcea – La Pola    | étape de montagne | 179,1         | 3 949 m      | Isaac Del Toro    | Isaac Del Toro               |
| 2e étape  | 27 avr. | Ribera de Arriba – Ribadesella | étape vallonnée   | 200           | 2 703 m      | António Morgado   | Isaac Del Toro               |
| 3e étape  | 28 avr. | Benia de Onís – Oviedo         | étape vallonnée   | 140           | 1 702 m      | Finn Fisher-Black | Isaac Del Toro               |

## Déroulement de la course

### 1reétape
| \| Classement de l'étape \| Classement de l'étape \| Classement de l'étape \| Classement de l'étape \| Classement de l'étape \| \| Coureur \| Coureur \| Pays \| Équipe \| Temps \| \| --------------------- \| --------------------- \| --------------------- \| ---------------------------- \| --------------------- \| \| 1er \| Isaac Del Toro \| Mexique \| UAE Team Emirates \| 4 h 46 min 14 s \| \| 2e \| Rafał Majka \| Pologne \| UAE Team Emirates \| + 1 min 01 s \| \| 3e \| Eric Fagúndez \| Uruguay \| Burgos-BH \| + 1 min 04 s \| \| 4e \| Afonso Eulálio \| Portugal \| ABTF Betão-Feirense \| + 1 min 04 s \| \| 5e \| José Manuel Díaz \| Espagne \| Burgos-BH \| + 1 min 15 s \| \| 6e \| Fernando Barceló \| Espagne \| Caja Rural-Seguros RGA \| + 1 min 40 s \| \| 7e \| Jorge Gutiérrez \| Espagne \| Equipo Kern Pharma \| + 1 min 54 s \| \| 8e \| Alex Molenaar \| Pays-Bas \| Illes Balears Arabay Cycling \| + 2 min 00 s \| \| 9e \| Luis Ángel Maté \| Espagne \| Euskaltel-Euskadi \| + 2 min 00 s \| \| 10e \| Igor Arrieta \| Espagne \| UAE Team Emirates \| + 2 min 00 s \| |                  |          |                              |                 |
| |                  |          |                              |                 |
| Source : ProCyclingStats |                  |          |                              |                 |
| Classement de l'étape |                  |          |                              |                 |
| Coureur | Coureur          | Pays     | Équipe                       | Temps           |
| 1er | Isaac Del Toro   | Mexique  | UAE Team Emirates            | 4 h 46 min 14 s |
| 2e | Rafał Majka      | Pologne  | UAE Team Emirates            | + 1 min 01 s    |
| 3e | Eric Fagúndez    | Uruguay  | Burgos-BH                    | + 1 min 04 s    |
| 4e | Afonso Eulálio   | Portugal | ABTF Betão-Feirense          | + 1 min 04 s    |
| 5e | José Manuel Díaz | Espagne  | Burgos-BH                    | + 1 min 15 s    |
| 6e | Fernando Barceló | Espagne  | Caja Rural-Seguros RGA       | + 1 min 40 s    |
| 7e | Jorge Gutiérrez  | Espagne  | Equipo Kern Pharma           | + 1 min 54 s    |
| 8e | Alex Molenaar    | Pays-Bas | Illes Balears Arabay Cycling | + 2 min 00 s    |
| 9e | Luis Ángel Maté  | Espagne  | Euskaltel-Euskadi            | + 2 min 00 s    |
| 10e | Igor Arrieta     | Espagne  | UAE Team Emirates            | + 2 min 00 s    |

| \| Classement général \| Classement général \| Classement général \| Classement général \| Classement général \| \| Coureur \| Coureur \| Pays \| Équipe \| Temps \| \| ------------------ \| ------------------ \| ------------------ \| ---------------------------- \| ------------------ \| \| 1er \| Isaac Del Toro \| Mexique \| UAE Team Emirates \| 4 h 46 min 04 s \| \| 2e \| Rafał Majka \| Pologne \| UAE Team Emirates \| + 1 min 05 s \| \| 3e \| Eric Fagúndez \| Uruguay \| Burgos-BH \| + 1 min 10 s \| \| 4e \| Afonso Eulálio \| Portugal \| ABTF Betão-Feirense \| + 1 min 14 s \| \| 5e \| José Manuel Díaz \| Espagne \| Burgos-BH \| + 1 min 23 s \| \| 6e \| Fernando Barceló \| Espagne \| Caja Rural-Seguros RGA \| + 1 min 50 s \| \| 7e \| Jorge Gutiérrez \| Espagne \| Equipo Kern Pharma \| + 2 min 04 s \| \| 8e \| Alex Molenaar \| Pays-Bas \| Illes Balears Arabay Cycling \| + 2 min 10 s \| \| 9e \| Luis Ángel Maté \| Espagne \| Euskaltel-Euskadi \| + 2 min 10 s \| \| 10e \| Igor Arrieta \| Espagne \| UAE Team Emirates \| + 2 min 10 s \| |                  |          |                              |                 |
| |                  |          |                              |                 |
| Source : ProCyclingStats |                  |          |                              |                 |
| Classement général |                  |          |                              |                 |
| Coureur | Coureur          | Pays     | Équipe                       | Temps           |
| 1er | Isaac Del Toro   | Mexique  | UAE Team Emirates            | 4 h 46 min 04 s |
| 2e | Rafał Majka      | Pologne  | UAE Team Emirates            | + 1 min 05 s    |
| 3e | Eric Fagúndez    | Uruguay  | Burgos-BH                    | + 1 min 10 s    |
| 4e | Afonso Eulálio   | Portugal | ABTF Betão-Feirense          | + 1 min 14 s    |
| 5e | José Manuel Díaz | Espagne  | Burgos-BH                    | + 1 min 23 s    |
| 6e | Fernando Barceló | Espagne  | Caja Rural-Seguros RGA       | + 1 min 50 s    |
| 7e | Jorge Gutiérrez  | Espagne  | Equipo Kern Pharma           | + 2 min 04 s    |
| 8e | Alex Molenaar    | Pays-Bas | Illes Balears Arabay Cycling | + 2 min 10 s    |
| 9e | Luis Ángel Maté  | Espagne  | Euskaltel-Euskadi            | + 2 min 10 s    |
| 10e | Igor Arrieta     | Espagne  | UAE Team Emirates            | + 2 min 10 s    |

### 2eétape
| \| Classement de l'étape \| Classement de l'étape \| Classement de l'étape \| Classement de l'étape \| Classement de l'étape \| \| Coureur \| Coureur \| Pays \| Équipe \| Temps \| \| --------------------- \| --------------------- \| --------------------- \| ---------------------------- \| --------------------- \| \| 1er \| António Morgado \| Portugal \| UAE Team Emirates \| 4 h 50 min 18 s \| \| 2e \| Albert Torres \| Espagne \| Movistar Team \| + 0 s \| \| 3e \| Isaac Del Toro \| Mexique \| UAE Team Emirates \| + 0 s \| \| 4e \| Gonzalo Serrano \| Espagne \| Movistar Team \| + 0 s \| \| 5e \| Jhonatan Restrepo \| Colombie \| Team Polti Kometa \| + 0 s \| \| 6e \| Alex Molenaar \| Pays-Bas \| Illes Balears Arabay Cycling \| + 0 s \| \| 7e \| Javier Serrano \| Espagne \| Team Polti Kometa \| + 0 s \| \| 8e \| Fernando Barceló \| Espagne \| Caja Rural-Seguros RGA \| + 0 s \| \| 9e \| Xabier Berasategi \| Espagne \| Euskaltel-Euskadi \| + 0 s \| \| 10e \| Joan Bou \| Espagne \| Euskaltel-Euskadi \| + 0 s \| |                   |          |                              |                 |
| |                   |          |                              |                 |
| Source : ProCyclingStats |                   |          |                              |                 |
| Classement de l'étape |                   |          |                              |                 |
| Coureur | Coureur           | Pays     | Équipe                       | Temps           |
| 1er | António Morgado   | Portugal | UAE Team Emirates            | 4 h 50 min 18 s |
| 2e | Albert Torres     | Espagne  | Movistar Team                | + 0 s           |
| 3e | Isaac Del Toro    | Mexique  | UAE Team Emirates            | + 0 s           |
| 4e | Gonzalo Serrano   | Espagne  | Movistar Team                | + 0 s           |
| 5e | Jhonatan Restrepo | Colombie | Team Polti Kometa            | + 0 s           |
| 6e | Alex Molenaar     | Pays-Bas | Illes Balears Arabay Cycling | + 0 s           |
| 7e | Javier Serrano    | Espagne  | Team Polti Kometa            | + 0 s           |
| 8e | Fernando Barceló  | Espagne  | Caja Rural-Seguros RGA       | + 0 s           |
| 9e | Xabier Berasategi | Espagne  | Euskaltel-Euskadi            | + 0 s           |
| 10e | Joan Bou          | Espagne  | Euskaltel-Euskadi            | + 0 s           |

| \| Classement général \| Classement général \| Classement général \| Classement général \| Classement général \| \| Coureur \| Coureur \| Pays \| Équipe \| Temps \| \| ------------------ \| ------------------ \| ------------------ \| ---------------------------- \| ------------------ \| \| 1er \| Isaac Del Toro \| Mexique \| UAE Team Emirates \| 9 h 36 min 18 s \| \| 2e \| Rafał Majka \| Pologne \| UAE Team Emirates \| + 1 min 09 s \| \| 3e \| José Manuel Díaz \| Espagne \| Burgos-BH \| + 1 min 16 s \| \| 4e \| Afonso Eulálio \| Portugal \| ABTF Betão-Feirense \| + 1 min 18 s \| \| 5e \| Fernando Barceló \| Espagne \| Caja Rural-Seguros RGA \| + 1 min 54 s \| \| 6e \| Jorge Gutiérrez \| Espagne \| Equipo Kern Pharma \| + 2 min 08 s \| \| 7e \| Alex Molenaar \| Pays-Bas \| Illes Balears Arabay Cycling \| + 3 min 34 s \| \| 8e \| Jordi López \| Espagne \| Equipo Kern Pharma \| + 3 min 34 s \| \| 9e \| Luis Ángel Maté \| Espagne \| Euskaltel-Euskadi \| + 2 min 14 s \| \| 10e \| Sergio Chumil \| Guatemala \| Burgos-BH \| + 2 min 14 s \| |                  |           |                              |                 |
| |                  |           |                              |                 |
| Source : ProCyclingStats |                  |           |                              |                 |
| Classement général |                  |           |                              |                 |
| Coureur | Coureur          | Pays      | Équipe                       | Temps           |
| 1er | Isaac Del Toro   | Mexique   | UAE Team Emirates            | 9 h 36 min 18 s |
| 2e | Rafał Majka      | Pologne   | UAE Team Emirates            | + 1 min 09 s    |
| 3e | José Manuel Díaz | Espagne   | Burgos-BH                    | + 1 min 16 s    |
| 4e | Afonso Eulálio   | Portugal  | ABTF Betão-Feirense          | + 1 min 18 s    |
| 5e | Fernando Barceló | Espagne   | Caja Rural-Seguros RGA       | + 1 min 54 s    |
| 6e | Jorge Gutiérrez  | Espagne   | Equipo Kern Pharma           | + 2 min 08 s    |
| 7e | Alex Molenaar    | Pays-Bas  | Illes Balears Arabay Cycling | + 3 min 34 s    |
| 8e | Jordi López      | Espagne   | Equipo Kern Pharma           | + 3 min 34 s    |
| 9e | Luis Ángel Maté  | Espagne   | Euskaltel-Euskadi            | + 2 min 14 s    |
| 10e | Sergio Chumil    | Guatemala | Burgos-BH                    | + 2 min 14 s    |

### 3eétape
| \| Classement de l'étape \| Classement de l'étape \| Classement de l'étape \| Classement de l'étape \| Classement de l'étape \| \| Coureur \| Coureur \| Pays \| Équipe \| Temps \| \| --------------------- \| ----------------------- \| --------------------- \| ---------------------------- \| --------------------- \| \| 1er \| Finn Fisher-Black \| Nouvelle-Zélande \| UAE Team Emirates \| 3 h 22 min 52 s \| \| 2e \| Isaac Del Toro \| Mexique \| UAE Team Emirates \| + 0 s \| \| 3e \| Jordan Jegat \| France \| TotalEnergies \| + 0 s \| \| 4e \| Fernando Barceló \| Espagne \| Caja Rural-Seguros RGA \| + 0 s \| \| 5e \| Pelayo Sánchez \| Espagne \| Movistar Team \| + 0 s \| \| 6e \| Eric Fagúndez \| Uruguay \| Burgos-BH \| + 0 s \| \| 7e \| Alex Molenaar \| Pays-Bas \| Illes Balears Arabay Cycling \| + 0 s \| \| 8e \| Rafał Majka \| Pologne \| UAE Team Emirates \| + 0 s \| \| 9e \| Samuel Fernández García \| Espagne \| Caja Rural-Seguros RGA \| + 0 s \| \| 10e \| José Félix Parra \| Espagne \| Equipo Kern Pharma \| + 0 s \| |                         |                  |                              |                 |
| |                         |                  |                              |                 |
| Source : ProCyclingStats |                         |                  |                              |                 |
| Classement de l'étape |                         |                  |                              |                 |
| Coureur | Coureur                 | Pays             | Équipe                       | Temps           |
| 1er | Finn Fisher-Black       | Nouvelle-Zélande | UAE Team Emirates            | 3 h 22 min 52 s |
| 2e | Isaac Del Toro          | Mexique          | UAE Team Emirates            | + 0 s           |
| 3e | Jordan Jegat            | France           | TotalEnergies                | + 0 s           |
| 4e | Fernando Barceló        | Espagne          | Caja Rural-Seguros RGA       | + 0 s           |
| 5e | Pelayo Sánchez          | Espagne          | Movistar Team                | + 0 s           |
| 6e | Eric Fagúndez           | Uruguay          | Burgos-BH                    | + 0 s           |
| 7e | Alex Molenaar           | Pays-Bas         | Illes Balears Arabay Cycling | + 0 s           |
| 8e | Rafał Majka             | Pologne          | UAE Team Emirates            | + 0 s           |
| 9e | Samuel Fernández García | Espagne          | Caja Rural-Seguros RGA       | + 0 s           |
| 10e | José Félix Parra        | Espagne          | Equipo Kern Pharma           | + 0 s           |

## Classements finals

### Classement général final
| \| Classement général \| Classement général \| Classement général \| Classement général \| Classement général \| \| Coureur \| Coureur \| Pays \| Équipe \| Temps \| \| ------------------ \| ------------------ \| ------------------ \| ---------------------------- \| ------------------ \| \| 1er \| Isaac Del Toro \| Mexique \| UAE Team Emirates \| 12 h 59 min 04 s \| \| 2e \| Rafał Majka \| Pologne \| UAE Team Emirates \| + 1 min 15 s \| \| 3e \| Eric Fagúndez \| Uruguay \| Burgos-BH \| + 1 min 20 s \| \| 4e \| José Manuel Díaz \| Espagne \| Burgos-BH \| + 1 min 22 s \| \| 5e \| Afonso Eulálio \| Portugal \| ABTF Betão-Feirense \| + 1 min 48 s \| \| 6e \| Fernando Barceló \| Espagne \| Caja Rural-Seguros RGA \| + 2 min 00 s \| \| 7e \| Alex Molenaar \| Pays-Bas \| Illes Balears Arabay Cycling \| + 2 min 20 s \| \| 8e \| Pelayo Sánchez \| Espagne \| Movistar Team \| + 2 min 20 s \| \| 9e \| Igor Arrieta \| Espagne \| UAE Team Emirates \| + 2 min 20 s \| \| 10e \| Diego Camargo \| Colombie \| Petrolike \| + 2 min 32 s \| |                  |          |                              |                  |
| |                  |          |                              |                  |
| Source : ProCyclingStats |                  |          |                              |                  |
| Classement général |                  |          |                              |                  |
| Coureur | Coureur          | Pays     | Équipe                       | Temps            |
| 1er | Isaac Del Toro   | Mexique  | UAE Team Emirates            | 12 h 59 min 04 s |
| 2e | Rafał Majka      | Pologne  | UAE Team Emirates            | + 1 min 15 s     |
| 3e | Eric Fagúndez    | Uruguay  | Burgos-BH                    | + 1 min 20 s     |
| 4e | José Manuel Díaz | Espagne  | Burgos-BH                    | + 1 min 22 s     |
| 5e | Afonso Eulálio   | Portugal | ABTF Betão-Feirense          | + 1 min 48 s     |
| 6e | Fernando Barceló | Espagne  | Caja Rural-Seguros RGA       | + 2 min 00 s     |
| 7e | Alex Molenaar    | Pays-Bas | Illes Balears Arabay Cycling | + 2 min 20 s     |
| 8e | Pelayo Sánchez   | Espagne  | Movistar Team                | + 2 min 20 s     |
| 9e | Igor Arrieta     | Espagne  | UAE Team Emirates            | + 2 min 20 s     |
| 10e | Diego Camargo    | Colombie | Petrolike                    | + 2 min 32 s     |

| Classement par points | Classement par points | Classement par points | Classement par points        | Classement par points |
| Coureur               | Coureur               | Pays                  | Équipe                       | Points                |
| --------------------- | --------------------- | --------------------- | ---------------------------- | --------------------- |
| 1er                   | Isaac Del Toro        | Mexique               | UAE Team Emirates            | 61 pts                |
| 2e                    | Fernando Barceló      | Espagne               | Caja Rural-Seguros RGA       | 32 pts                |
| 3e                    | Eric Fagúndez         | Uruguay               | Burgos-BH                    | 30 pts                |
| 4e                    | Rafał Majka           | Pologne               | UAE Team Emirates            | 28 pts                |
| 5e                    | Alex Molenaar         | Pays-Bas              | Illes Balears Arabay Cycling | 27 pts                |
| 6e                    | António Morgado       | Portugal              | UAE Team Emirates            | 25 pts                |
| 7e                    | Finn Fisher-Black     | Nouvelle-Zélande      | UAE Team Emirates            | 25 pts                |
| 8e                    | Albert Torres         | Espagne               | Movistar Team                | 20 pts                |
| 9e                    | Pelayo Sánchez        | Espagne               | Movistar Team                | 17 pts                |
| 10e                   | Jordan Jegat          | France                | TotalEnergies                | 16 pts                |

| Classement par points | Classement par points | Classement par points | Classement par points        | Classement par points |
| Coureur               | Coureur               | Pays                  | Équipe                       | Points                |
| --------------------- | --------------------- | --------------------- | ---------------------------- | --------------------- |
| 1er                   | Isaac Del Toro        | Mexique               | UAE Team Emirates            | 61 pts                |
| 2e                    | Fernando Barceló      | Espagne               | Caja Rural-Seguros RGA       | 32 pts                |
| 3e                    | Eric Fagúndez         | Uruguay               | Burgos-BH                    | 30 pts                |
| 4e                    | Rafał Majka           | Pologne               | UAE Team Emirates            | 28 pts                |
| 5e                    | Alex Molenaar         | Pays-Bas              | Illes Balears Arabay Cycling | 27 pts                |
| 6e                    | António Morgado       | Portugal              | UAE Team Emirates            | 25 pts                |
| 7e                    | Finn Fisher-Black     | Nouvelle-Zélande      | UAE Team Emirates            | 25 pts                |
| 8e                    | Albert Torres         | Espagne               | Movistar Team                | 20 pts                |
| 9e                    | Pelayo Sánchez        | Espagne               | Movistar Team                | 17 pts                |
| 10e                   | Jordan Jegat          | France                | TotalEnergies                | 16 pts                |

| Classement de la montagne | Classement de la montagne | Classement de la montagne | Classement de la montagne    | Classement de la montagne |
| Coureur                   | Coureur                   | Pays                      | Équipe                       | Points                    |
| ------------------------- | ------------------------- | ------------------------- | ---------------------------- | ------------------------- |
| 1er                       | Ibon Ruiz                 | Espagne                   | Equipo Kern Pharma           | 33 pts                    |
| 2e                        | Isaac Del Toro            | Mexique                   | UAE Team Emirates            | 14 pts                    |
| 3e                        | Paul Ourselin             | France                    | TotalEnergies                | 10 pts                    |
| 4e                        | José Manuel Díaz          | Espagne                   | Burgos-BH                    | 8 pts                     |
| 5e                        | Rafał Majka               | Pologne                   | UAE Team Emirates            | 7 pts                     |
| 6e                        | Francisco Muñoz Llana     | Espagne                   | Team Polti Kometa            | 7 pts                     |
| 7e                        | Jordan Jegat              | France                    | TotalEnergies                | 6 pts                     |
| 8e                        | Eric Fagúndez             | Uruguay                   | Burgos-BH                    | 6 pts                     |
| 9e                        | Asier Pablo González      | Espagne                   | Illes Balears Arabay Cycling | 6 pts                     |
| 10e                       | Jorge Gutiérrez           | Espagne                   | Equipo Kern Pharma           | 5 pts                     |

| Classement de la montagne | Classement de la montagne | Classement de la montagne | Classement de la montagne    | Classement de la montagne |
| Coureur                   | Coureur                   | Pays                      | Équipe                       | Points                    |
| ------------------------- | ------------------------- | ------------------------- | ---------------------------- | ------------------------- |
| 1er                       | Ibon Ruiz                 | Espagne                   | Equipo Kern Pharma           | 33 pts                    |
| 2e                        | Isaac Del Toro            | Mexique                   | UAE Team Emirates            | 14 pts                    |
| 3e                        | Paul Ourselin             | France                    | TotalEnergies                | 10 pts                    |
| 4e                        | José Manuel Díaz          | Espagne                   | Burgos-BH                    | 8 pts                     |
| 5e                        | Rafał Majka               | Pologne                   | UAE Team Emirates            | 7 pts                     |
| 6e                        | Francisco Muñoz Llana     | Espagne                   | Team Polti Kometa            | 7 pts                     |
| 7e                        | Jordan Jegat              | France                    | TotalEnergies                | 6 pts                     |
| 8e                        | Eric Fagúndez             | Uruguay                   | Burgos-BH                    | 6 pts                     |
| 9e                        | Asier Pablo González      | Espagne                   | Illes Balears Arabay Cycling | 6 pts                     |
| 10e                       | Jorge Gutiérrez           | Espagne                   | Equipo Kern Pharma           | 5 pts                     |

| Classement du meilleur jeune | Classement du meilleur jeune | Classement du meilleur jeune | Classement du meilleur jeune | Classement du meilleur jeune |
| Coureur                      | Coureur                      | Pays                         | Équipe                       | Temps                        |
| ---------------------------- | ---------------------------- | ---------------------------- | ---------------------------- | ---------------------------- |
| 1er                          | Isaac Del Toro               | Mexique                      | UAE Team Emirates            | 12 h 59 min 04 s             |
| 2e                           | Afonso Eulálio               | Portugal                     | ABTF Betão-Feirense          | + 1 min 48 s                 |
| 3e                           | Pelayo Sánchez               | Espagne                      | Movistar Team                | + 2 min 20 s                 |
| 4e                           | Igor Arrieta                 | Espagne                      | UAE Team Emirates            | + 2 min 20 s                 |
| 5e                           | Jorge Gutiérrez              | Espagne                      | Equipo Kern Pharma           | + 2 min 38 s                 |
| 6e                           | Sergio Chumil                | Guatemala                    | Burgos-BH                    | + 4 min 27 s                 |
| 7e                           | Xabier Berasategi            | Espagne                      | Euskaltel-Euskadi            | + 4 min 55 s                 |
| 8e                           | António Morgado              | Portugal                     | UAE Team Emirates            | + 5 min 38 s                 |
| 9e                           | Álex Martín                  | Espagne                      | Team Polti Kometa            | + 8 min 08 s                 |
| 10e                          | Jaume Guardeño               | Espagne                      | Caja Rural-Seguros RGA       | + 9 min 57 s                 |

| Classement du meilleur jeune | Classement du meilleur jeune | Classement du meilleur jeune | Classement du meilleur jeune | Classement du meilleur jeune |
| Coureur                      | Coureur                      | Pays                         | Équipe                       | Temps                        |
| ---------------------------- | ---------------------------- | ---------------------------- | ---------------------------- | ---------------------------- |
| 1er                          | Isaac Del Toro               | Mexique                      | UAE Team Emirates            | 12 h 59 min 04 s             |
| 2e                           | Afonso Eulálio               | Portugal                     | ABTF Betão-Feirense          | + 1 min 48 s                 |
| 3e                           | Pelayo Sánchez               | Espagne                      | Movistar Team                | + 2 min 20 s                 |
| 4e                           | Igor Arrieta                 | Espagne                      | UAE Team Emirates            | + 2 min 20 s                 |
| 5e                           | Jorge Gutiérrez              | Espagne                      | Equipo Kern Pharma           | + 2 min 38 s                 |
| 6e                           | Sergio Chumil                | Guatemala                    | Burgos-BH                    | + 4 min 27 s                 |
| 7e                           | Xabier Berasategi            | Espagne                      | Euskaltel-Euskadi            | + 4 min 55 s                 |
| 8e                           | António Morgado              | Portugal                     | UAE Team Emirates            | + 5 min 38 s                 |
| 9e                           | Álex Martín                  | Espagne                      | Team Polti Kometa            | + 8 min 08 s                 |
| 10e                          | Jaume Guardeño               | Espagne                      | Caja Rural-Seguros RGA       | + 9 min 57 s                 |

| Classement par équipes | Classement par équipes       | Classement par équipes | Classement par équipes |
| Équipe                 | Équipe                       | Pays                   | Temps                  |
| ---------------------- | ---------------------------- | ---------------------- | ---------------------- |
| 1re                    | UAE Team Emirates            | Émirats arabes unis    | 39 h 01 min 13 s       |
| 2e                     | Burgos-BH                    | Espagne                | + 1 min 55 s           |
| 3e                     | Equipo Kern Pharma           | Espagne                | + 3 min 55 s           |
| 4e                     | Movistar Team                | Espagne                | + 5 min 21 s           |
| 5e                     | Euskaltel-Euskadi            | Espagne                | + 5 min 48 s           |
| 6e                     | Petrolike                    | Mexique                | + 16 min 09 s          |
| 7e                     | TotalEnergies                | France                 | + 22 min 05 s          |
| 8e                     | Illes Balears Arabay Cycling | Espagne                | + 22 min 18 s          |
| 9e                     | Caja Rural-Seguros RGA       | Espagne                | + 23 min 19 s          |
| 10e                    | Sabgal / Anicolor            | Portugal               | + 35 min 58 s          |

| Classement par équipes | Classement par équipes       | Classement par équipes | Classement par équipes |
| Équipe                 | Équipe                       | Pays                   | Temps                  |
| ---------------------- | ---------------------------- | ---------------------- | ---------------------- |
| 1re                    | UAE Team Emirates            | Émirats arabes unis    | 39 h 01 min 13 s       |
| 2e                     | Burgos-BH                    | Espagne                | + 1 min 55 s           |
| 3e                     | Equipo Kern Pharma           | Espagne                | + 3 min 55 s           |
| 4e                     | Movistar Team                | Espagne                | + 5 min 21 s           |
| 5e                     | Euskaltel-Euskadi            | Espagne                | + 5 min 48 s           |
| 6e                     | Petrolike                    | Mexique                | + 16 min 09 s          |
| 7e                     | TotalEnergies                | France                 | + 22 min 05 s          |
| 8e                     | Illes Balears Arabay Cycling | Espagne                | + 22 min 18 s          |
| 9e                     | Caja Rural-Seguros RGA       | Espagne                | + 23 min 19 s          |
| 10e                    | Sabgal / Anicolor            | Portugal               | + 35 min 58 s          |

## Évolution des classements
| Étape              |                    | Vainqueur _       | Classement général | Classement par points | Meilleur grimpeur | Meilleur jeune _ | Meilleure équipe _ |
| ------------------ | ------------------ | ----------------- | ------------------ | --------------------- | ----------------- | ---------------- | ------------------ |
| 1re étape          | étape de montagne  | Isaac Del Toro    | Isaac Del Toro     | Isaac Del Toro        | Ibon Ruiz         | Isaac Del Toro   | UAE Team Emirates  |
| 2e étape           | étape vallonnée    | António Morgado   | Isaac Del Toro     | Isaac Del Toro        | Ibon Ruiz         | Isaac Del Toro   | UAE Team Emirates  |
| 3e étape           | étape vallonnée    | Finn Fisher-Black | Isaac Del Toro     | Isaac Del Toro        | Ibon Ruiz         | Isaac Del Toro   | UAE Team Emirates  |
| Classements finals | Classements finals |                   | Isaac Del Toro     | Isaac Del Toro        | Ibon Ruiz         | Isaac Del Toro   | UAE Team Emirates  |

## Liste des participants
| Team Polti Kometa PTK | Team Polti Kometa PTK       | Team Polti Kometa PTK |
| --------------------- | --------------------------- | --------------------- |
| Num                   | Coureur                     | Pos                   |
| 1                     | Davide Bais (ITA)           | 52e                   |
| 2                     | Álex Martín (ESP)           | 29e                   |
| 3                     | Francisco Muñoz Llana (ESP) | 53e                   |
| 4                     | Davide De Cassan (ITA)      | 61e                   |
| 5                     | Javier Serrano (ESP)        | 48e                   |
| 6                     | Andrea Garosio (ITA)        | 68e                   |
| 7                     | Jhonatan Restrepo (COL)     | 37e                   |

| Movistar Team MOV | Movistar Team MOV      | Movistar Team MOV |
| ----------------- | ---------------------- | ----------------- |
| Num               | Coureur                | Pos               |
| 11                | Fernando Gaviria (COL) | 76e               |
| 12                | Antonio Pedrero (ESP)  | 59e               |
| 13                | Vinicius Rangel (BRA)  | 78e               |
| 14                | Sergio Samitier (ESP)  | 15e               |
| 15                | Pelayo Sánchez (ESP)   | 8e                |
| 16                | Gonzalo Serrano (ESP)  | 17e               |
| 17                | Albert Torres (ESP)    | 26e               |

| UAE Team Emirates UAD | UAE Team Emirates UAD    | UAE Team Emirates UAD |
| --------------------- | ------------------------ | --------------------- |
| Num                   | Coureur                  | Pos                   |
| 21                    | Igor Arrieta (ESP)       | 9e                    |
| 22                    | Sjoerd Bax (NED)         | 51e                   |
| 23                    | Isaac Del Toro (MEX)     | 1er                   |
| 24                    | Finn Fisher-Black (NZL)  | 35e                   |
| 25                    | Rafał Majka (POL)        | 2e                    |
| 26                    | António Morgado (POR)    | 25e                   |
| 27                    | Pablo Torres Arias (ESP) | 29e                   |

| TotalEnergies TEN | TotalEnergies TEN       | TotalEnergies TEN |
| ----------------- | ----------------------- | ----------------- |
| Num               | Coureur                 | Pos               |
| 31                | Thomas Bonnet (FRA)     | 64e               |
| 32                | Jordan Jegat (FRA)      | 19e               |
| 33                | Alan Jousseaume (FRA)   | 24e               |
| 34                | Paul Ourselin (FRA)     | 60e               |
| 36                | Mattéo Vercher (FRA)    | 44e               |
| 37                | Alexis Vuillermoz (FRA) | 72e               |

| Burgos-BH BBH | Burgos-BH BBH          | Burgos-BH BBH |
| ------------- | ---------------------- | ------------- |
| Num           | Coureur                | Pos           |
| 41            | José Manuel Díaz (ESP) | 4e            |
| 42            | Eric Fagúndez (URU)    | 3e            |
| 43            | Sergio Chumil (GUA)    | 21e           |
| 44            | Jetse Bol (NED)        | 67e           |
| 45            | Ander Okamika (ESP)    | 28e           |
| 46            | Sinuhé Fernández (ESP) | 36e           |
| 47            | Jesús Ezquerra (ESP)   | 46e           |

| Caja Rural-Seguros RGA CJR | Caja Rural-Seguros RGA CJR    | Caja Rural-Seguros RGA CJR |
| -------------------------- | ----------------------------- | -------------------------- |
| Num                        | Coureur                       | Pos                        |
| 51                         | Samuel Fernández García (ESP) | 56e                        |
| 52                         | Abel Balderstone (ESP)        | AB-1                       |
| 53                         | Fernando Barceló (ESP)        | 6e                         |
| 54                         | Sebastian Berwick (AUS)       | 57e                        |
| 55                         | Julen Arriolabengoa (ESP)     | 45e                        |
| 56                         | Jaume Guardeño (ESP)          | 31e                        |
| 57                         | Mulu Hailemichael (ETH)       | 49e                        |

| Euskaltel-Euskadi EUS | Euskaltel-Euskadi EUS   | Euskaltel-Euskadi EUS |
| --------------------- | ----------------------- | --------------------- |
| Num                   | Coureur                 | Pos                   |
| 61                    | Mikel Bizkarra (ESP)    | 16e                   |
| 62                    | Joan Bou (ESP)          | 18e                   |
| 63                    | Txomin Juaristi (ESP)   | 33e                   |
| 64                    | Xabier Berasategi (ESP) | 23e                   |
| 65                    | Asier Etxeberria (ESP)  | 69e                   |
| 66                    | Luis Ángel Maté (ESP)   | 13e                   |
| 67                    | Unai Cuadrado (ESP)     | 38e                   |

| Equipo Kern Pharma EKP | Equipo Kern Pharma EKP | Equipo Kern Pharma EKP |
| ---------------------- | ---------------------- | ---------------------- |
| Num                    | Coureur                | Pos                    |
| 71                     | Urko Berrade (ESP)     | 22e                    |
| 72                     | Hugo Aznar (ESP)       | 73e                    |
| 73                     | Ibon Ruiz (ESP)        | 40e                    |
| 74                     | Jorge Gutiérrez (ESP)  | 12e                    |
| 75                     | Unai Aznar (ESP)       | 58e                    |
| 76                     | José Félix Parra (ESP) | 11e                    |
| 77                     | Jordi López (ESP)      | 14e                    |

| Illes Balears Arabay Cycling IBA | Illes Balears Arabay Cycling IBA | Illes Balears Arabay Cycling IBA |
| -------------------------------- | -------------------------------- | -------------------------------- |
| Num                              | Coureur                          | Pos                              |
| 81                               | Alex Molenaar (NED)              | 7e                               |
| 82                               | Andrew Vollmer (USA)             | 47e                              |
| 83                               | Arnau Gilabert (ESP)             | 70e                              |
| 84                               | José María García Soriano (ESP)  | NP-3                             |
| 85                               | Julen Amézqueta (ESP)            | 34e                              |
| 86                               | Unai Esparza (ESP)               | 42e                              |
| 87                               | Asier Pablo González (ESP)       | 41e                              |

| Sabgal-Anicolor SAT | Sabgal-Anicolor SAT            | Sabgal-Anicolor SAT |
| ------------------- | ------------------------------ | ------------------- |
| Num                 | Coureur                        | Pos                 |
| 91                  | Mathias Bregnhøj (DEN)         | 20e                 |
| 92                  | Duarte Domingues (POR)         | 32e                 |
| 94                  | Oliver Rees (GBR)              | 55e                 |
| 95                  | Guillermo García Janeiro (ESP) | AB-1                |
| 96                  | Gabriel Baptista (POR)         | 80e                 |
| 97                  | Tiago Silva (POR)              | AB-1                |

| ABTF Betão-Feirense CDF | ABTF Betão-Feirense CDF | ABTF Betão-Feirense CDF |
| ----------------------- | ----------------------- | ----------------------- |
| Num                     | Coureur                 | Pos                     |
| 101                     | Óscar Cabedo (ESP)      | 50e                     |
| 102                     | Afonso Eulálio (POR)    | 5e                      |
| 103                     | Fábio Oliveira (POR)    | 77e                     |
| 105                     | Ivo Pinheiro (POR)      | 71e                     |

| Global 6 United GLC | Global 6 United GLC     | Global 6 United GLC |
| ------------------- | ----------------------- | ------------------- |
| Num                 | Coureur                 | Pos                 |
| 111                 | Callum Ormiston (RSA)   | 82e                 |
| 112                 | Giacomo Ballabio (ITA)  | 27e                 |
| 113                 | Édouard Bonnefoix (FRA) | 75e                 |
| 114                 | David Gabrick (USA)     | AB-1                |
| 116                 | Ronan O'Connor (IRL)    | 63e                 |
| 117                 | Rafael Pereira (LUX)    | 74e                 |

| Petrolike PTL | Petrolike PTL              | Petrolike PTL |
| ------------- | -------------------------- | ------------- |
| Num           | Coureur                    | Pos           |
| 121           | Omar Mendoza (COL)         | 66e           |
| 122           | Edgar Cadena (MEX) (route) | 62e           |
| 123           | Diego Camargo (COL)        | 10e           |
| 125           | Nelson Soto (COL)          | AB-2          |
| 126           | Bernardo Suaza (COL)       | 30e           |

| Victoria Sports Pro Cycling Team VSC | Victoria Sports Pro Cycling Team VSC | Victoria Sports Pro Cycling Team VSC |
| ------------------------------------ | ------------------------------------ | ------------------------------------ |
| Num                                  | Coureur                              | Pos                                  |
| 131                                  | Jeroen Meijers (NED)                 | AB-1                                 |
| 132                                  | Marcelo Felipe (PHI)                 | AB-1                                 |
| 133                                  | Nícolas Sessler (BRA)                | 54e                                  |
| 135                                  | Daniel Ven Cariño (PHI)              | AB-1                                 |
| 136                                  | José Mendes (POR)                    | AB-1                                 |

| MENtoRISE MLMsuperstars MEN | MENtoRISE MLMsuperstars MEN | MENtoRISE MLMsuperstars MEN |
| --------------------------- | --------------------------- | --------------------------- |
| Num                         | Coureur                     | Pos                         |
| 141                         | Iustin Văidian (ROU)        | AB-1                        |
| 143                         | Ioan Dobrin (ROU)           | AB-1                        |
| 144                         | Mattew Denis Piciu (ROU)    |                             |
| 145                         | Jozsef-Attila Malnasi (ROU) | AB-1                        |

| Sidi Ali-Unlock Team SUT | Sidi Ali-Unlock Team SUT      | Sidi Ali-Unlock Team SUT |
| ------------------------ | ----------------------------- | ------------------------ |
| Num                      | Coureur                       | Pos                      |
| 151                      | Víctor Martínez (ESP)         |                          |
| 153                      | Eduardo Pérez-Landaluce (ESP) |                          |
| 154                      | Alessio Gasparini (ITA)       |                          |

| Team Polti Kometa PTK | Team Polti Kometa PTK       | Team Polti Kometa PTK |
| --------------------- | --------------------------- | --------------------- |
| Num                   | Coureur                     | Pos                   |
| 1                     | Davide Bais (ITA)           | 52e                   |
| 2                     | Álex Martín (ESP)           | 29e                   |
| 3                     | Francisco Muñoz Llana (ESP) | 53e                   |
| 4                     | Davide De Cassan (ITA)      | 61e                   |
| 5                     | Javier Serrano (ESP)        | 48e                   |
| 6                     | Andrea Garosio (ITA)        | 68e                   |
| 7                     | Jhonatan Restrepo (COL)     | 37e                   |

| Movistar Team MOV | Movistar Team MOV      | Movistar Team MOV |
| ----------------- | ---------------------- | ----------------- |
| Num               | Coureur                | Pos               |
| 11                | Fernando Gaviria (COL) | 76e               |
| 12                | Antonio Pedrero (ESP)  | 59e               |
| 13                | Vinicius Rangel (BRA)  | 78e               |
| 14                | Sergio Samitier (ESP)  | 15e               |
| 15                | Pelayo Sánchez (ESP)   | 8e                |
| 16                | Gonzalo Serrano (ESP)  | 17e               |
| 17                | Albert Torres (ESP)    | 26e               |

| UAE Team Emirates UAD | UAE Team Emirates UAD    | UAE Team Emirates UAD |
| --------------------- | ------------------------ | --------------------- |
| Num                   | Coureur                  | Pos                   |
| 21                    | Igor Arrieta (ESP)       | 9e                    |
| 22                    | Sjoerd Bax (NED)         | 51e                   |
| 23                    | Isaac Del Toro (MEX)     | 1er                   |
| 24                    | Finn Fisher-Black (NZL)  | 35e                   |
| 25                    | Rafał Majka (POL)        | 2e                    |
| 26                    | António Morgado (POR)    | 25e                   |
| 27                    | Pablo Torres Arias (ESP) | 29e                   |

| TotalEnergies TEN | TotalEnergies TEN       | TotalEnergies TEN |
| ----------------- | ----------------------- | ----------------- |
| Num               | Coureur                 | Pos               |
| 31                | Thomas Bonnet (FRA)     | 64e               |
| 32                | Jordan Jegat (FRA)      | 19e               |
| 33                | Alan Jousseaume (FRA)   | 24e               |
| 34                | Paul Ourselin (FRA)     | 60e               |
| 36                | Mattéo Vercher (FRA)    | 44e               |
| 37                | Alexis Vuillermoz (FRA) | 72e               |

| Burgos-BH BBH | Burgos-BH BBH          | Burgos-BH BBH |
| ------------- | ---------------------- | ------------- |
| Num           | Coureur                | Pos           |
| 41            | José Manuel Díaz (ESP) | 4e            |
| 42            | Eric Fagúndez (URU)    | 3e            |
| 43            | Sergio Chumil (GUA)    | 21e           |
| 44            | Jetse Bol (NED)        | 67e           |
| 45            | Ander Okamika (ESP)    | 28e           |
| 46            | Sinuhé Fernández (ESP) | 36e           |
| 47            | Jesús Ezquerra (ESP)   | 46e           |

| Caja Rural-Seguros RGA CJR | Caja Rural-Seguros RGA CJR    | Caja Rural-Seguros RGA CJR |
| -------------------------- | ----------------------------- | -------------------------- |
| Num                        | Coureur                       | Pos                        |
| 51                         | Samuel Fernández García (ESP) | 56e                        |
| 52                         | Abel Balderstone (ESP)        | AB-1                       |
| 53                         | Fernando Barceló (ESP)        | 6e                         |
| 54                         | Sebastian Berwick (AUS)       | 57e                        |
| 55                         | Julen Arriolabengoa (ESP)     | 45e                        |
| 56                         | Jaume Guardeño (ESP)          | 31e                        |
| 57                         | Mulu Hailemichael (ETH)       | 49e                        |

| Euskaltel-Euskadi EUS | Euskaltel-Euskadi EUS   | Euskaltel-Euskadi EUS |
| --------------------- | ----------------------- | --------------------- |
| Num                   | Coureur                 | Pos                   |
| 61                    | Mikel Bizkarra (ESP)    | 16e                   |
| 62                    | Joan Bou (ESP)          | 18e                   |
| 63                    | Txomin Juaristi (ESP)   | 33e                   |
| 64                    | Xabier Berasategi (ESP) | 23e                   |
| 65                    | Asier Etxeberria (ESP)  | 69e                   |
| 66                    | Luis Ángel Maté (ESP)   | 13e                   |
| 67                    | Unai Cuadrado (ESP)     | 38e                   |

| Equipo Kern Pharma EKP | Equipo Kern Pharma EKP | Equipo Kern Pharma EKP |
| ---------------------- | ---------------------- | ---------------------- |
| Num                    | Coureur                | Pos                    |
| 71                     | Urko Berrade (ESP)     | 22e                    |
| 72                     | Hugo Aznar (ESP)       | 73e                    |
| 73                     | Ibon Ruiz (ESP)        | 40e                    |
| 74                     | Jorge Gutiérrez (ESP)  | 12e                    |
| 75                     | Unai Aznar (ESP)       | 58e                    |
| 76                     | José Félix Parra (ESP) | 11e                    |
| 77                     | Jordi López (ESP)      | 14e                    |

| Illes Balears Arabay Cycling IBA | Illes Balears Arabay Cycling IBA | Illes Balears Arabay Cycling IBA |
| -------------------------------- | -------------------------------- | -------------------------------- |
| Num                              | Coureur                          | Pos                              |
| 81                               | Alex Molenaar (NED)              | 7e                               |
| 82                               | Andrew Vollmer (USA)             | 47e                              |
| 83                               | Arnau Gilabert (ESP)             | 70e                              |
| 84                               | José María García Soriano (ESP)  | NP-3                             |
| 85                               | Julen Amézqueta (ESP)            | 34e                              |
| 86                               | Unai Esparza (ESP)               | 42e                              |
| 87                               | Asier Pablo González (ESP)       | 41e                              |

| Sabgal-Anicolor SAT | Sabgal-Anicolor SAT            | Sabgal-Anicolor SAT |
| ------------------- | ------------------------------ | ------------------- |
| Num                 | Coureur                        | Pos                 |
| 91                  | Mathias Bregnhøj (DEN)         | 20e                 |
| 92                  | Duarte Domingues (POR)         | 32e                 |
| 94                  | Oliver Rees (GBR)              | 55e                 |
| 95                  | Guillermo García Janeiro (ESP) | AB-1                |
| 96                  | Gabriel Baptista (POR)         | 80e                 |
| 97                  | Tiago Silva (POR)              | AB-1                |

| ABTF Betão-Feirense CDF | ABTF Betão-Feirense CDF | ABTF Betão-Feirense CDF |
| ----------------------- | ----------------------- | ----------------------- |
| Num                     | Coureur                 | Pos                     |
| 101                     | Óscar Cabedo (ESP)      | 50e                     |
| 102                     | Afonso Eulálio (POR)    | 5e                      |
| 103                     | Fábio Oliveira (POR)    | 77e                     |
| 105                     | Ivo Pinheiro (POR)      | 71e                     |

| Global 6 United GLC | Global 6 United GLC     | Global 6 United GLC |
| ------------------- | ----------------------- | ------------------- |
| Num                 | Coureur                 | Pos                 |
| 111                 | Callum Ormiston (RSA)   | 82e                 |
| 112                 | Giacomo Ballabio (ITA)  | 27e                 |
| 113                 | Édouard Bonnefoix (FRA) | 75e                 |
| 114                 | David Gabrick (USA)     | AB-1                |
| 116                 | Ronan O'Connor (IRL)    | 63e                 |
| 117                 | Rafael Pereira (LUX)    | 74e                 |

| Petrolike PTL | Petrolike PTL              | Petrolike PTL |
| ------------- | -------------------------- | ------------- |
| Num           | Coureur                    | Pos           |
| 121           | Omar Mendoza (COL)         | 66e           |
| 122           | Edgar Cadena (MEX) (route) | 62e           |
| 123           | Diego Camargo (COL)        | 10e           |
| 125           | Nelson Soto (COL)          | AB-2          |
| 126           | Bernardo Suaza (COL)       | 30e           |

| Victoria Sports Pro Cycling Team VSC | Victoria Sports Pro Cycling Team VSC | Victoria Sports Pro Cycling Team VSC |
| ------------------------------------ | ------------------------------------ | ------------------------------------ |
| Num                                  | Coureur                              | Pos                                  |
| 131                                  | Jeroen Meijers (NED)                 | AB-1                                 |
| 132                                  | Marcelo Felipe (PHI)                 | AB-1                                 |
| 133                                  | Nícolas Sessler (BRA)                | 54e                                  |
| 135                                  | Daniel Ven Cariño (PHI)              | AB-1                                 |
| 136                                  | José Mendes (POR)                    | AB-1                                 |

| MENtoRISE MLMsuperstars MEN | MENtoRISE MLMsuperstars MEN | MENtoRISE MLMsuperstars MEN |
| --------------------------- | --------------------------- | --------------------------- |
| Num                         | Coureur                     | Pos                         |
| 141                         | Iustin Văidian (ROU)        | AB-1                        |
| 143                         | Ioan Dobrin (ROU)           | AB-1                        |
| 144                         | Mattew Denis Piciu (ROU)    |                             |
| 145                         | Jozsef-Attila Malnasi (ROU) | AB-1                        |

| Sidi Ali-Unlock Team SUT | Sidi Ali-Unlock Team SUT      | Sidi Ali-Unlock Team SUT |
| ------------------------ | ----------------------------- | ------------------------ |
| Num                      | Coureur                       | Pos                      |
| 151                      | Víctor Martínez (ESP)         |                          |
| 153                      | Eduardo Pérez-Landaluce (ESP) |                          |
| 154                      | Alessio Gasparini (ITA)       |                          |